# 2317 Galya
2317 Galya eller 2524 P-L är en asteroid i huvudbältet som upptäcktes den 24 september 1960 av den nederländsk-amerikanske astronomen Tom Gehrels och det nederländska astronomparet Ingrid van Houten-Groeneveld och Cornelis Johannes van Houten vid Palomarobservatoriet. Den är uppkallad efter den sovjetiska dissidenten och människorättsaktivisten Galja Salova (död 2018).